# حادثه اتمی فوکوشیما
حادثه مرگبار اتمی فوکوشیما به مجموعه حوادثی گفته می‌شود که از تاریخ ۱۱ مارس ۲۰۱۱، در پی زلزلهٔ ۹ ریشتری و سونامی، و در اثر از کار افتادن ماشین‌آلات نیروگاه هسته‌ای شماره ۱ فوکوشیما متعلق به شرکت نیروی برق توکیو، یکی پس از دیگری، و نشت مواد رادیواکتیو به وقوع پیوست. متخصصان این حادثه را بعد از حادثه چرنوبیل بزرگ‌ترین فاجعهٔ اتمی می‌دانند و از نظر پیچیدگی آن را در مقام نخست فجایع اتمی جهان قرار می‌دهند چرا که تمام رآکتورهای نیروگاه فوکوشیما در نتیجهٔ این رویداد با مشکل مواجه شد.

## وقوع زلزله
در زمان وقوع زلزله، رآکتور ۴ خالی از سوخت بود و رآکتورهای ۵ و ۶ خاموش و کاملاً سرد بودند. بقیهٔ رآکتورها، با وقوع زلزله به‌طور خودکار خاموش شدند و ژنراتورهای اضطراری برای فعال نمودن پمپ‌های آب و خنک کردن رآکتورها روشن شدند. محوطهٔ نیروگاه با سدی دریایی، که برای مقابله با سونامی ۵٫۷ متری کفایت می‌کرد، محافظت می‌شد؛ ولی در برابر امواج ۱۴ متری که ۱۵ دقیقه بعد از زلزله آغاز شدند، بی استفاده بودند. در نتیجه محوطهٔ نیروگاه کاملاً در آب غرق شد و ژنراتورها که در ارتفاعی پایین‌تر از سطح دریا قرار داشتند و تابلوهای برق در طبقهٔ پایین رآکتورها واقع شده بودند، همگی به زیر آب رفتند. ارتباط با شبکهٔ برق قطع و در نتیجه با از کار افتادن پمپ‌ها، کار خنک کردن رآکتورها متوقف شد. سپس دمای رآکتورها از حد مجاز بالاتر رفت. این در حالی بود که سیل و زلزله، کمک‌رسانی را تقریباً غیرممکن کرده بود.
شواهدی که به زودی به دست آمد، حاکی از این بود که در رآکتورهای ۱ و ۲ و ۳ سوخت هسته‌ای ذوب شده و روکش فلزی بالای ساختمان رآکتورهای ۱ و ۳ و ۴ در اثر انفجار هیدروژن از بین رفته است. انفجار به دستگاه‌های کنترل حرارت در داخل رآکتور ۲ آسیب رساند و رآکتور ۴ نیز آتش گرفت. علاوه بر این، میله‌های سوخت مصرفی که در استخرهای سوخت واحدهای ۱–۴ ذخیره شده بود در اثر کاهش سطح آب استخرها شروع به داغ شدن کرد.

## عواقب

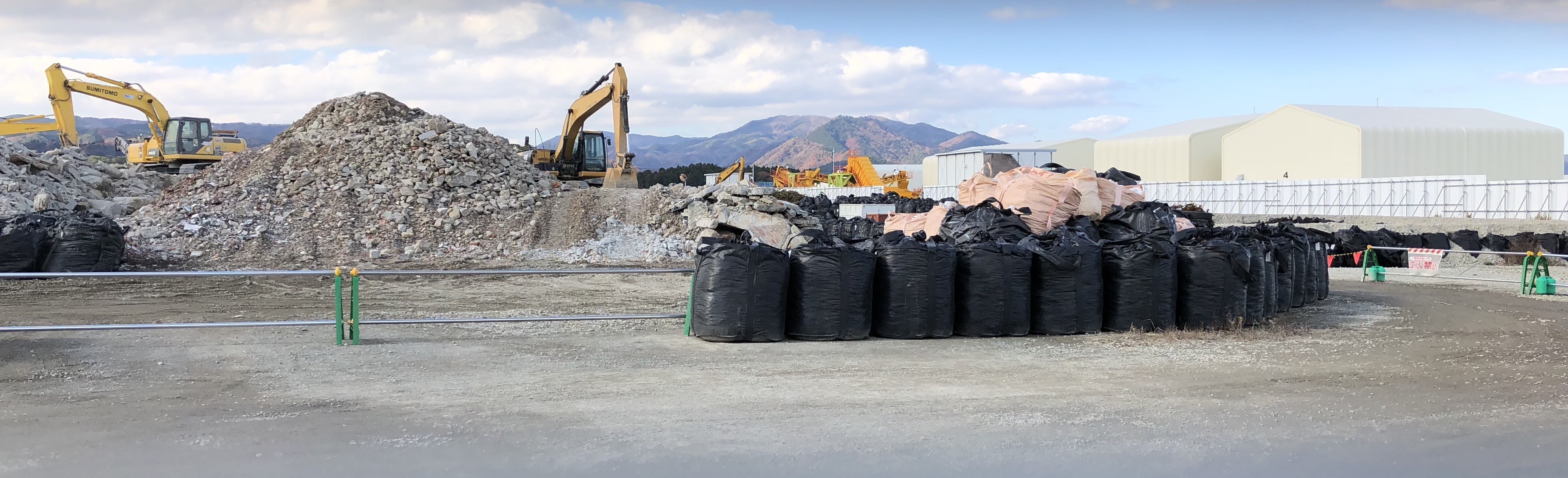
کارکنان درحال بازسازی بخش آسیب دیده از حادثه فوکوشیما.

به دلیل امکان نشت اشعه، تا شعاع ۲۰ کیلومتری (۱۲ مایلی) نیروگاه از سکنه خالی شد و کارگران نیروگاه که در معرض تابش اشعه قرار داشتند، موقتاً از نیروگاه خارج شدند. در تاریخ ۱۷ مارس ژنراتوری که در واحد ۶ قرار داشت، به کار انداخته شد تا واحدهای ۵ و ۶ را که کمتر آسیب دیده بودند، خنک کند. از ۲۰ مارس شبکهٔ برق دوباره به کار افتاد ولی ماشین‌آلاتی که در اثر سیل، آتش‌سوزی و انفجار در رآکتورهای ۵ و ۶ تخریب شده بودند همچنان غیرقابل راه‌اندازی بودند. مقامات ژاپنی پس از بررسی حادثه ابتدا میزان آن را سطح ۴ در مقیاس بین‌المللی هسته‌ای (اینس) برآورد کردند اگرچه سازمان‌های دیگر بین‌المللی فکر می‌کردند که سطح واقعی بحران بالاتر از این سطح باشد. دولت ژاپن سطح بحران هسته‌ای را ابتدا تا سطح ۵ و سپس تا ۷ بالا برد و فروش مواد خوراکی که در این منطقه روییده بودند را ممنوع کرد.
بررسی‌های وزارت علوم و وزارت آموزش ژاپن نشان داد که در مناطق شمالی ژاپن، در فاصلهٔ ۵۰–۳۰ کیلومتری محوطهٔ نیروگاه، میزان سزیم رادیواکتیو تا سطح نگران‌کننده‌ای بالا رفته است. در این گزارش اشاره شده است بر اساس مقیاس جهانی سزیم-۱۳۷ و ید-۱۳۱ نشان می‌دهد که موادی که از نیروگاه فوکوشیما ۱ آزاد شده به اندازهٔ ایزوتوپ‌های آزاد شده در فاجعهٔ چرنوبیل دارای اهمیت است. مقامات توکیو توصیه کردند که تا مدتی از آب شیر برای تهیهٔ غذای نوزادان استفاده نشود. در دو سایت نیروگاه نیز آلودگی پلوتونیمی مشاهده شد.

## تحقیقات
سه تحقیق انجام‌شده پیرامون این حادثه نشان داده است که طبیعت انسان‌ساخت این فاجعه و ریشه‌های آن در تسخیر نظارت با «شبکه‌ای از فساد، تبانی و خویشاوندسالاری» مرتبط بوده است. در یک گزارش منتشر شده از سوی نیویورک تایمز، نشان داده شد که سامانهٔ نظارت اتمی ژاپن به‌طور پیوسته بر پایهٔ مفهوم آماکوداری («نزول از بهشت») از صنعت اتمی ژاپن طرفداری کرده و آن را ترویج می‌کرده است که طی آن، ناظران ارشد مشاغلی پردرآمد در شرکت‌هایی که در گذشته ناظر بر آن‌ها بوده‌اند را پذیرفته‌اند.
در اوت ۲۰۱۱، چندین نفر از مقامات عالی‌رتبهٔ صنعت انرژی از سوی دولت از سمت خود اخراج شدند؛ سمت‌های تحت تأثیر از این تصمیم شامل معاون وزیر اقتصاد، تجارت و صنعت، سرپرست سازمان ایمنی هسته‌ای و صنعتی، و سرپرست سازمان منابع طبیعی و انرژی می‌شدند.
در سال ۲۰۱۶، سه مقام اجرایی سابق شرکت تپکو، سونهسیا کاتسوماتا، رئیس هیئت مدیره و دو نفر از معاونان این شرکت، در سهل‌انگاری منجر به مرگ و آسیب مقصر شناخته شدند. این سه نفر اقرار به بی‌گناهی کردند و در سپتامبر ۲۰۱۹، دادگاه اقرار آن‌ها را پذیرفت.

### ان‌ای‌آی‌آی‌سی
کمیسیون مستقل تحقیقات حادثه اتمی فوکوشیما (NAIIC) نخستین کمیسیون تحقیقاتی مستقل از سوی دایت ملی در تاریخ ۶۶ سالهٔ حکومت مشروطهٔ ژاپن بود.: ۱۰ 
رئیس این کمیسیون اشاره کرده است که این حادثه قابل پیش‌بینی و پیشگیری بوده است. یافته‌های این کمیسیون نشان داده است که دولت و شرکت تپکو متوجه این موضوع نبوده‌اند که خودشان مسئولیت حفاظت از جامعه را بر عهده داشته‌اند. «آنان عملاً به حق ملت برای مصون ماندن از حوادث هسته‌ای خیانت کردند.» این کمیسیون این موضوع را مطرح کرده است که این حادثه منحصراً دارای خصوصیات ژاپنی بوده است، زیرا دلایل آن با «معارف فرهنگی ژاپن» نظیر تمکین، «عدم تمایل به پرسش‌گری از مقامات»، و گروه‌گرایی پیوند خورده‌اند.
این کمیسیون همچنین دریافته است که ساکنان تحت تأثیر از این حادثه همچنان با نگرانی‌های شدیدی نظیر «اثرات قرارگیری در معرض تشعشعات هسته‌ای بر سلامتی، آوارگی، فروپاشی خانواده‌ها، اختلال در زندگی و سبک زندگی و آلودگی بخش وسیعی از محیط زیست» روبرو و درگیر بوده‌اند.: ۱۹ 

### آی‌سی‌ای‌ان‌پی‌اس
پیشنهاد تشکیل کمیته تحقیقات دربارهٔ حادثه در نیروگاه‌های هسته‌ای فوکوشیما (ICANPS) برای شناسایی دلایل حادثه و پیشنهاد سیاست‌های طراحی‌شده برای رساندن خسارت‌ها به حداقل و جلوگیری از وقوع حوادث مشابه مطرح شد. این کمیتهٔ ۱۰ نفره که از سوی دولت منصوب شدند، متشکل از اندیشمندان، روزنامه‌نگاران، حقوق‌دانان و مهندسان بود. این کمیته از سوی مدعیان عمومی و متخصصان دولتی پشتیبانی می‌شد و گزارش ۴۴۸ صفحه‌ای از تحقیقات خود را در ۲۳ ژوئیهٔ ۲۰۱۲ منتشر کرد.
در گزارش این کمیته، سازوکار حقوقی ناکامل برای مدیریت بحران هسته‌ای، ایجاد بی‌نظمی در مدیریت بحران از سوی دولت و شرکت تپکو، و احتمال مداخلهٔ بیش از حد از سوی دفتر نخست‌وزیر نائوتو کان در مراحل اولیهٔ بحران مقصر دانسته شده‌اند. این کمیته به این نتیجه رسیده است که فرهنگ خودخشنودی پیرامون ایمنی هسته‌ای و ضعف در مدیریت بحران منجر به وقوع این حادثهٔ اتمی شده است.

## مسائل بین‌المللی
آژانس بین‌المللی انرژی اتمی (IAEA) در ۲۷ مارس اعلام کرد، کارگرانی که در ۲۵ مارس برای پیشگیری در بیمارستان بستری شده بودند، به علت ایستادن در آبی که در واحد ۳ نیروگاه جمع شده بود، تا مچ پا در معرض اشعهٔ رادیواکتیو بین ۲ تا ۶ درجهٔ Sv قرار گرفته‌اند. واکنش جهانی به این حوادث نیز همچنان نگران‌کننده بود. دولت ژاپن و تپکو (TEPCO) برای آنچه عدم ارتباط درست با عموم و تلاش‌های خودساخته برای حل مشکل خوانده شد، مورد انتقاد قرار گرفتند. متخصصان اعلام کردند که حتی با استفاده از نیروی چندصد یا حتی هزاران نفری، ممکن است پاک نمودن منطقه چند سال یا چند دهه به طول بینجامد. در ۲۰ مارس، سخنگوی دولت، یوکیو امانو؛ اعلام کرد که پس از عبور از بحران، فعالیت نیروگاه هم چنان متوقف خواهد ماند.